# Frank Gotch
Frank Alvin Gotch (* 27. April 1878; † 17. Dezember 1917) war ein amerikanischer Catch-Wrestler deutscher Herkunft. Er trat zu einer Zeit an, als die meisten Kämpfe im Wrestling noch nicht abgesprochen waren und seine Titelregentschaft als World Heavyweight Champion war mit sieben Jahren die zweitlängste Titelregentschaft aller Zeiten. Er war Anfang des 20. Jahrhunderts einer der populärsten Athleten in den Vereinigten Staaten. Seine Kampfstatistik betrug 154 Siege bei sechs Niederlagen. Gotch galt als einer der Pioniere des modernen Wrestlings und gilt als einer der besten Wrestler in der Geschichte des Sports.

## Kindheit
Frank Alvin Gotch kam am 27. April 1878 auf einer Farm fünf Kilometer südlich von Humboldt in Iowa zur Welt. Er war das letzte von neun Kindern von Frederick Rudolph und Amelia Gotch. Seine Eltern heirateten 1855 in Deutschland und wanderten 1863 in die Vereinigten Staaten aus.

## Karriere
Gotchs erster Kampf fand am 18. Juni 1899 gegen den ehemaligen amerikanischen Schwergewichtsmeister Dan McLeod statt. Gotch beeindruckte den Veteranen durch sein Durchhaltevermögen, wurde jedoch nach fast zwei Stunden besiegt. Am 18. Dezember 1899 forderte er mit "Farmer" Martin Burns einen weiteren ehemaligen Schwergewichtsmeister heraus. Er verlor den Kampf in elf Minuten, beeindruckte Burns aber so sehr, dass dieser sich als Trainer anbot. Unter der Führung von Burns gewann Gotch eine Serie von Kämpfen in Iowa und später in Alaska. Während seiner Zeit in Alaska kämpfte Gotch unter dem Namen Frank Kennedy und gewann den Titel "Champion of the Klondike". Er versuchte sich auch im Boxen, scheiterte aber kläglich in einem Kampf gegen Frank Slavin.
Gotch kehrte nach Iowa zurück und forderte den amtierenden American Heavyweight Champion Tom Jenkins heraus. Gotch verlor die erste Auseinandersetzung 1903, bezwang Jenkins jedoch im Rückkampf am 27. Januar 1904 und gewann den Titel. Nachdem er den Titel wieder abgegeben hatte, setzte sich Gotch zum Ziel die World Heavyweight Championship zu erlangen. Der damals ungeschlagene estnische Champion Georg Hackenschmidt war der Favorit, jedoch siegte Gotch nach zwei hart umkämpften Stunden nachdem Hackenschmidt in einem Haltegriff, dem Ankle Lock, aufgab. Angeblich soll Gotch illegale Taktiken verwendet haben, er soll sich mit Öl eingerieben, in Hackenschmidts Augen Öl gerieben und Hackenschmidt auf die Nase geschlagen haben.
Gemäß Lou Albanos Buch ölte sich Gotch ein um sich aus Hackenschmidts Bear Hug befreien zu können.
Gotch dominierte den Sport über die nächsten drei Jahre. Er besiegte Gegner wie Jenkins, Benjamin Roller und Stanislaus Zbyszko, der angeblich vor seiner Niederlage gegen Gotch am 11. Juni 1910 900 Kämpfe unbesiegt gewesen war. Gotch wurde zur Berühmtheit die in Theaterstücken auftrat und sogar eine Einladung ins Weiße Haus durch den damaligen Präsidenten Theodore Roosevelt erhielt.
Gotch traf am 4. September 1911 in Chicago vor beinahe 30.000 Zuschauern erneut auf Hackenschmid. Dieser Rückkampf war einer der am meisten antizipierten und kontroversesten Kämpfe in der Geschichte des Sports. Hackenschmidt hatte Wochen zuvor sein Knie in einem Trainingskampf mit Ad Santel verletzt. Später wurde bekannt, dass Gotch Santel bezahlte, damit Hackenschmidt nicht voll einsatzfähig für den Rückkampf war. Die Verletzung war so schwer, dass Hackenschmidt den Kampf beinahe absagte, doch trotzdem teilnahm, weil Gotch behauptete, trotz einer Halsverletzung den Kampf zu bestreiten. Vor dem Match hatten die beiden vereinbart, dass Gotch den Kampf gewinnen würde, aber unter der Bedingung, dass Hackenschmidt die erste Runde gewinnt, damit dieser nicht total unterlegen schien. Gotch hielt sich nicht an die Vereinbarung und konnte deswegen gegen den verletzten Hackenschmidt eindrucksvoll gewinnen.
Gotch beendete 1913 seine Karriere, nachdem er seinen Titel über einen Zeitraum von sieben Jahren und drei Monaten erfolgreich verteidigen konnte.

## Ruhestand
Während seines Ruhestands trat Gotch dem Sells-Floto Zirkus bei, wo er unter der Auflage, dass er jedem, den er innerhalb von 15 Minuten nicht besiegen konnte, 250 Dollar zahlen würde, Kämpfe bestritt. Er musste kein einziges Mal bezahlen. Nach seiner Zeit beim Zirkus kehrte er in seine Heimatstadt Humboldt zurück. Nach einem Jahr gesundheitlicher Probleme starb er 1917 mutmaßlich an Syphilis, die offizielle Todesursache war jedoch Urämie.

## Erfolge
Gotch war der zweite anerkannte World Heavyweight Champion, der am längsten amtierende World Heavyweight Champion und der am zweitlängsten amtierende Wrestling Champion, nur übertroffen von Bruno Sammartinos 7 Jahre und 8 monatiger Titelverteidigung der WWWF World Heavyweight Championship.
- 1× World Heavyweight Wrestling Championship
- 3× American Heavyweight Championship